# Gangdinang
Gangdinang est un village de la commune de Djohong situé dans la région de l'Adamaoua et le département du Mbéré au Cameroun.

## Population
En 1967, Gangdinang comptait 628 habitants, principalement Gbayas et Bororos. Lors du recensement de 2005, 1 529 personnes y ont été dénombrées.